# Ulotrichopus catocaloides
Ulotrichopus catocaloides là một loài bướm đêm trong họ Erebidae.